# Osvaldo Desideri
Osvaldo Desideri est un chef décorateur et un directeur artistique italien né le 16 février 1939 à Rome (royaume d'Italie) et mort le 18 octobre 2023.

## Filmographie (sélection)

### comme chef décorateur
- 1970 : Le Conformiste (Il conformista) de Bernardo Bertolucci
- 1974 : Mon Dieu, comment suis-je tombée si bas ? (Mio Dio, come sono caduta in basso!) de Luigi Comencini
- 1974 : Portier de nuit (Il Portiere di notte) de Liliana Cavani
- 1975 : Profession : reporter (Professione: reporter) de Michelangelo Antonioni
- 1975 : Salò ou les 120 Journées de Sodome (Salò o le 120 giornate di Sodoma) de Pier Paolo Pasolini
- 1976 : Le Messie de Roberto Rossellini
- 1977 : Au-delà du bien et du mal (Al di là del bene e del male) de Liliana Cavani
- 1986 : Le Maître de la camorra (Il camorrista) de Giuseppe Tornatore
- 1988 : Mamba (Fair Game) de Mario Orfini
- 2010 : I bambini della sua vita (it) de Peter Marcias

### comme directeur artistique
- 1976 : La Fiancée de l'évêque (Quelle strane occasioni), sketch L'Ascenseur de Luigi Comencini
- 1986 : Le Maître de la camorra (Il camorrista) de Giuseppe Tornatore
- 1990 : Dans la soirée de Francesca Archibugi
- 2003 : Per sempre d'Alessandro Di Robilant
- 2010 : I bambini della sua vita (it) de Peter Marcias

## Distinctions

### Récompenses
- Oscars 1988 : Oscar des meilleurs décors pour Le Dernier Empereur
- David di Donatello 1988 : David di Donatello du meilleur décorateur pour Le Dernier Empereur